# 高处章
高处章（阿拉伯语：‎，羅馬化：al-ʾAʿrāf），音译艾尔拉弗章，是古兰经的第7章（苏拉），共206节。该章属于麦加篇章，也是启示于麦加时期最长的一章经文。
高处章的名称源于该章第46—47节提到的“高处”，指的是位于乐园与火狱中间的一道墙，处于墙上的人在那等待安拉的判决。